# Margaret Kelly
Pour les articles homonymes, voir Kelly.
Cet article concerne une danseuse franco-irlandaise. Pour la nageuse britannique, voir Margaret Kelly (natation).
Margaret Kelly Leibovici, née à Dublin le 24 juin 1910 et morte le 11 septembre 2004 à Paris 16e, est une danseuse franco-irlandaise plus connue sous le nom de Miss Bluebell. Elle est la fondatrice des « Bluebell Girls » du Lido de Paris.

## Biographie

### Les débuts d'une jeune Irlandaise
Margaret Kelly est née à Dublin le 24 juin 1910 au Rotunda Hospital. Elle n’a jamais connu ses parents. Un prêtre la confia à Mary Murphy, une vieille demoiselle qui travaillait à domicile comme couturière. En 1916, à la suite de l'insurrection des « Pâques sanglantes » toutes les deux déménagent à Liverpool, où, sur prescription d'un médecin, Margaret est inscrite dans un cours de danse pour renforcer ses jambes. Rapidement, il apparaît qu'elle a un grand talent. À 14 ans, Margaret quitte l’école et est engagée par un groupe de danse écossais ambulant, les Hot Jocks. Neuf mois plus tard Alfred Jackson, un célèbre producteur qui dirigeait des troupes de danseuses de précision, les Jackson Girls, l’engage à la Scala de Berlin. Margaret y danse pendant cinq ans.

### Une carrière parisienne

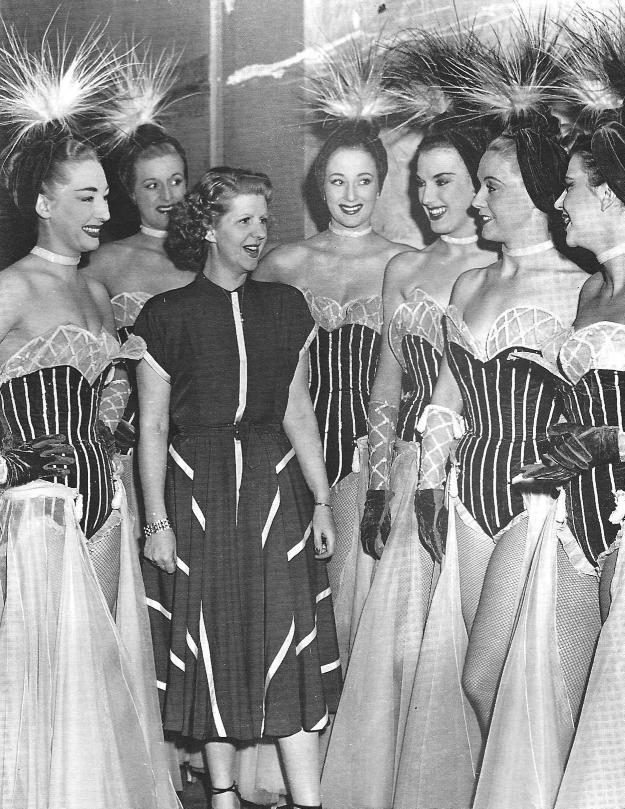
Margaret Kelly avec les Bluebell Girls en 1948.

En 1930, elle danse à Paris aux Folies Bergère et, tombant sous le charme et la magie du spectacle, décide de s'installer dans cette ville. En 1932, à 22 ans, Margaret y forme sa propre troupe de danseuses, les Bluebell Girls. Cette troupe continue de danser aujourd'hui, mais au Lido de Paris. C'est un record de longévité jusqu'ici inégalé dans l'histoire mondiale du spectacle et du music-hall.

### Les épreuves de la guerre
En 1939, Margaret épouse Marcel Leibovici, un Juif roumain, pianiste et compositeur aux Folies Bergère. Durant la Seconde Guerre mondiale, elle a deux fils : Patrick en 1939 et Francis en 1941. Après l'invasion allemande de 1940, Margaret, enceinte de Francis, est arrêtée par la police française et internée à Besançon. Sollicité par son mari, le chargé d’Affaires irlandais, le comte O’Kelly, la fait libérer. Mais en 1942 son mari est arrêté à son tour et interné au camp de Gurs en tant que Juif étranger. La Résistance française l’aide à s’enfuir et à retourner à Paris. Il y est caché par sa femme en face de la préfecture de Police, jusqu’à la Libération. Durant toute cette période Margaret lui assure la nourriture et la sécurité au péril de sa vie. Elle est interrogée par la Gestapo, qui la soupçonne de cacher son mari, mais réussit à s’en sortir en dépit de l'interrogatoire intense, grâce à son sang froid et son sens de la repartie. Le film de François Truffaut, Le Dernier Métro (1980) s'inspire de cet épisode.

### Les Bluebell Girls, une renommée internationale
Après la guerre, Margaret entame une collaboration très productive avec le chorégraphe et producteur américain Donn Arden (en) pour donner des spectacles au Lido de Paris. Tout en débutant par un modeste contrat en 1947, les Bluebell Girls deviennent rapidement les vedettes du spectacle et de plus en plus célèbres. Leurs spectacles est différents des autres : Bluebell a inventé les danseuses les plus grandes et les plus belles qui, avec leurs costumes et leurs talons hauts surplombent tous ceux qui sont sur scène avec elles. Et les spectacles de Donn Arden se différencient des autres par le mélange du mouvement, des couleurs, de la musique et de la lumière qui se fondent en un kaléidoscope au rythme impétueux. Dès la fin des années cinquante, les Bluebells sont vraiment devenues une organisation mondiale. Leur base de Paris est complétée par des troupes permanentes, par exemple à Las Vegas, tandis qu’à tout moment, dans n'importe quelle partie quelconque du monde — Europe, Afrique, l’Extrême-Orient — les Bluebells Girls apparaissent dans le programme des attractions. À partir de 1974, les deux spectacles successifs au MGM Grand Las Vegas Hallelujah Hollywood et Jubilee portent la revue à l’apogée de sa célébrité. Jubilee poursuit en ce moment même sa carrière triomphale aux Bally's le successeur de MGM Grand Hôtel.
À partir de 1947, Marcel Leibovici abandonne sa carrière de chef d’orchestre pour entrer en association avec sa femme, prenant en charge le côté des orchestrations, des contrats et le financement de ses opérations. Grâce à son flair considérable il fait des Bluebell Girls la troupe de danse la plus célèbre et la plus prestigieuse du monde. Marcel Leibovici est mort dans un accident de voiture en 1961, laissant à Margaret toute son entreprise et quatre enfants : Patrick, Francis, Florence et Jean-Paul. Margaret ne s’est jamais remariée. Elle a continué à agrandir sa troupe et ses activités, en ajoutant toujours de nouveaux éléments et de nouveaux artistes. L’un des plus connus est l’introduction des topless en 1970.
Margaret est partie en semi retraite en 1984 et le Lido lui a acheté sa marque Bluebell Girls, dont il est toujours propriétaire.

### Une dame de cœur

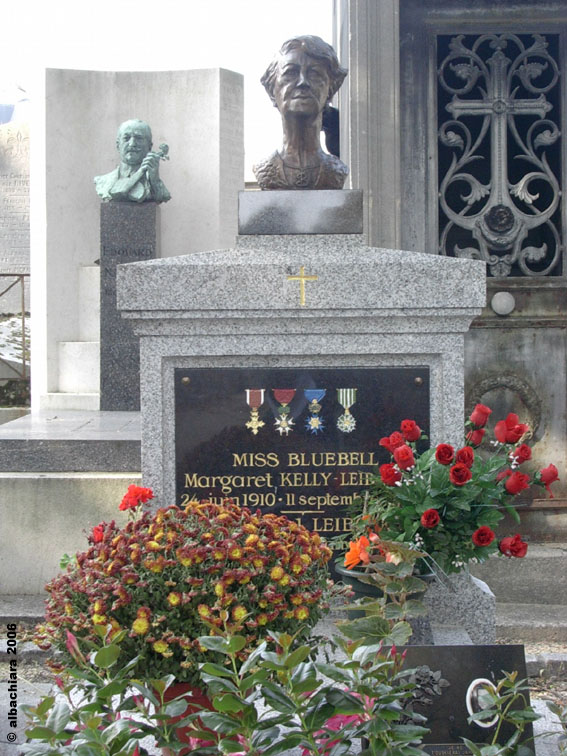
Tombe de Margaret Kelly au cimetière de Montmartre (en 2006).

Miss Bluebell a consacré beaucoup de temps et d’argent pour les œuvres de charité, mais c'est son attitude envers sa petite-fille handicapée Alexandra (syndrome d'Angelman) qui force l’admiration. Miss Bluebell avait l’habitude, très thérapeutique pour Alexandra, de ne pas l’exclure, mais au contraire de l’inviter dans les grands restaurants et de la faire admettre par son entourage professionnel.

### Les dernières années
Les dernières années de sa vie furent assombries par le conflit entre ses enfants français et américains portant sur sa prise en charge dès qu'il fut médicalement établi qu'elle était très soudainement devenue incapable d'accomplir seule les actes de sa vie civile. Elle a été placée sous curatelle et a obtenu l’assurance de pouvoir rester dans son appartement parisien selon son souhait le plus cher[réf. nécessaire]. Jusqu’à sa mort, pendant huit ans, elle est restée uniquement en compagnie d’une domestique choisie par Patrick et Florence et son état de santé a empiré rapidement[réf. nécessaire].
Elle repose au cimetière de Montmartre à Paris.

## Hommages et récompenses
- En 1986 la BBC a produit une série télévisée racontant sa vie, où elle était incarnée par l'actrice Carolyn Pickles[5]. La série a connu un succès mondial, sauf en France où elle n’a pas été diffusée. Elle a été accompagnée d'une biographie par George Perry (Bluebell, traduit en français en 2014 par Francis Kelly Leibovici[6]).
- Dans le cadre de sa mission de présentation de l’histoire du spectacle de divertissement, l’université du Nevada à Las Vegas (UNLV) rend un hommage permanent à Miss Bluebell dans son exposition de photos en ligne SHOWGIRLS et dans la célèbre Donn Arden Collection.
- En 1987, le sculpteur britannique Doreen Kern a réalisé un buste en bronze de Miss Bluebell. Ce buste, posé sur sa tombe, a été volé le 18 juillet 2008.
- Le 24 juin 2010, des Bluebell Girls appartenant à quatre générations et venues des quatre coins du monde se sont réunies au Lido de Paris pour fêter le centenaire de la naissance de Miss Bluebell et, à la fin du spectacle, sont montées sur scène et se sont mêlées aux Bluebell Girls qui se produisaient.

Margaret Kelly a été promue :
- officier de l'ordre de l'Empire britannique ;
- chevalier de la Légion d'honneur pour 72 ans d’activité professionnelle ;
- chevalier de l'ordre des Arts et des Lettres ;
- chevalier de l’ordre national du Mérite.